# Rock 'n' Roll (모터헤드의 음반)
| 전문가 평가      | 전문가 평가 |
| 평가 점수        | 평가 점수   |
| 출처             | 점수        |
| ---------------- | ----------- |
| AllMusic         | [ 1 ]       |
| Martin Popoff    | [ 2 ]       |
| Robert Christgau | A−          |

《Rock 'n' Roll》은 1987년 9월 5일에 발매된 영국의 록 밴드 모터헤드의 여덟 번째 스튜디오 음반이다. 이 음반은 GWR 레코드과 함께 그들의 마지막 음반인데, 더 많은 법적 이슈들이 밴드에 아직 또 다른 레이블로 몰려들었기 때문이다. 영국 음반 차트에서 34위에 그친 《Rock 'n' Roll》은 그 점에서 모터헤드의 40대 차트 중 최악의 성적을 거두었다.
그것은 해고되기 전 몇 년 동안만 더 일했지만, '클래식 라인업'의 드러머 필 테일러의 복귀를 보게 될 것이다.

## 배경
1987년, 모터헤드는 피터 리처드슨 영화 《이트 더 리치》에 출연했으며, 《코믹 스트립》의 고정 출연진과 모터헤드의 베이시스트 겸 보컬리스트 레미 킬미스터 자신이 "거미"로 출연하였다. 이 밴드는 또한 사운드트랙을 위해 6곡을 제공했다. 그러나 밴드가 카메오를 막 찍으려 할 때 드러머 피트 길은 해고되었고 필 테일러는 1984년 탈퇴한 후 다시 합류했다. 그의 자서전 《화이트 라인 피버》에서 레미는 길의 해고는 오랜 시간이 흘렀다고 말한다.
"...피터는 자신의 최악의 적이었고, 밴드에 만족하지 않을 또 다른 적이었죠. 그는 몇 가지 결정을 내리면서 저와 맞섰고, 필과 우르젤도 화나게 했습니다. 저는 그가 신음하는 것에 싫증이 나서, 그가 신문 같은 것을 읽는 동안 호텔 로비에서 20분 동안 서성거리면서 우리를 기다리게 했을 때, 그것이 속담에 나오는 마지막 지푸라기였습니다. 사소한 일로 들릴 거라는 건 알지만, 대부분의 가정 불화가 그렇잖아요, 안 그래요? 그리고 밴드는 가족입니다."

레미는 프랭키 밀러와 전 씬 리지의 기타리스트 브라이언 로버트슨과 함께 연주해 온 테일러가 돌아오기를 원한다는 것을 알았다고 덧붙였다. 《Rock 'n' Roll》은 모토헤드가 GWR 레코드에 녹음한 마지막 음반이며, 레미가 영국에서 로스앤젤레스로 이전하기 전 마지막 음반이다.

## 발매
비록 레미가 싱글과 같은 이름으로 코미디 영화에 출연했고, 〈Eat the Rich〉의 사운드트랙에도 불구하고, 이전 두 음반과 마찬가지로 상업적 성공은 아니었다. 이 밴드는 80년대 후반까지 내리막길을 걸어왔으며, 1991년 그들이 《1916》 음반을 만들 때까지 원래의 음반을 발매하지 않았다.
레미는 또한 《Rock 'n' Roll》이 〈Dogs〉, 〈Boogeyman〉, 〈Traitor〉와 같은 몇 가지 훌륭한 곡들을 가지고 있는데, 이것은 그들이 "몇 년 동안" 연주했지만, 전반적으로 효과가 없어 보였다고 쓰고 있다. 조엘 맥아이버의 2011년 모터헤드 전기 《Overkill: The Untold Story of Motörhead》에 따르면, 1988년 여름 싱글의 선택에 대해 밴드와 GWR 간의 법정 소송이 촉발되었다. 밴드는 핀란드 해멘린나의 자이언츠 오브 락 페스티벌에서 녹음된 《Rock 'n' Roll》의 라이브 공연 〈Traitor〉를 발표하기를 원했고, 반면에 레이블은 모터헤드 클래식 〈Ace of Spades〉의 라이브 공연을 내보내기를 원했다.

## 곡 목록
모든 곡들은 레미 킬미스터, 마이클 버스턴, 필 캠벨 그리고 필 테일러에 의해 작사/작곡하였다.
| #  | 제목                         | 재생 시간 |
| -- | ---------------------------- | --------- |
| 1. | 〈Rock 'n' Roll〉            | 3:49      |
| 2. | 〈Eat the Rich〉             | 4:34      |
| 3. | 〈Blackheart〉               | 4:03      |
| 4. | 〈Stone Deaf in the U.S.A.〉 | 3:40      |
| 5. | 〈Blessing〉                 | 1:00      |

| #   | 제목            | 재생 시간 |
| --- | --------------- | --------- |
| 6.  | 〈The Wolf〉    | 3:28      |
| 7.  | 〈Traitor〉     | 3:17      |
| 8.  | 〈Dogs〉        | 3:48      |
| 9.  | 〈All for You〉 | 4:10      |
| 10. | 〈Boogeyman〉   | 3:07      |